# Movimento Nacional Iugoslavo
O Movimento Nacional Iugoslavo (em servo-croata:  Jugoslavenski narodni pokret, em sérvio:  Југословенски народни покрет), também conhecida como Organização do Trabalho Militante Unida (Združena borbena organizacija rada / Здружена борбена организација рада, ou Zbor / Збор), foi um movimento e organização fascista iugoslavo liderado pelo político Dimitrije Ljotić.  Fundada em 1935, recebeu considerável assistência financeira e política alemã durante o período entre guerras e participou nas eleições parlamentares iugoslavas de 1935 e 1938, nas quais nunca recebeu mais de 1 por cento do voto popular.
Após a invasão e ocupação da Iugoslávia pelo Eixo em abril de 1941, os alemães selecionaram vários membros do Zbor para se juntarem ao governo fantoche sérvio de Milan Nedić. O Corpo de Voluntários Sérvio (SDK) foi estabelecido como o exército do partido de Zbor. Ljotić não tinha controle sobre o SDK, que era comandado pelo Coronel Kosta Mušicki. No final de 1944, Ljotić e os seus seguidores retiraram-se para a Eslovénia com os alemães e outras formações colaboracionistas. Em março, Ljotić e o líder dos Chetniks, Draža Mihailović, concordaram em uma aliança de última hora contra os guerrilheiros iugoslavos. Os seguidores de Ljotić foram colocados sob o comando do comandante do Chetnik, Miodrag Damjanović. Ljotić morreu em um acidente automobilístico no final de abril de 1945. Mais tarde, seus seguidores fugiram para a Itália ao lado dos Chetniks. Os Aliados Ocidentais extraditaram muitos de volta para a Iugoslávia após a guerra, onde foram sumariamente executados e enterrados em valas comuns. Aqueles que não foram extraditados imigraram para países ocidentais e estabeleceram organizações de emigrados destinadas a promover a agenda política de Zbor.

## Contexto
Dimitrije Ljotić foi um político de direita no Reino da Iugoslávia durante o período entre guerras. Como leal à dinastia Karađorđević, em 16 de fevereiro de 1931 foi nomeado Ministro da Justiça iugoslavo pelo rei Alexandre.  Em junho daquele ano, Ljotić sugeriu a Alexandre que o sistema político iugoslavo fosse estruturado no modelo fascista italiano.  Ele apresentou-lhe um projeto de constituição que propunha "uma monarquia hereditária constitucional orgânica, antidemocrática e não parlamentar, baseada na mobilização de forças populares, reunidas em torno de organizações econômicas, profissionais, culturais e de caridade, que seriam politicamente responsáveis por o rei."  O rei rejeitou a constituição de Ljotić por ser muito autoritária.  Em 17 de agosto, Ljotić renunciou ao cargo depois que o governo decidiu criar um partido político único apoiado pelo governo na Iugoslávia. 

## Formação
Em 1934, Alexandre foi assassinado em Marselha.  Nesse ano, Ljotić fez contacto com três movimentos pró-fascistas e os editores dos seus respectivos jornais – Otadžbina (Pátria), publicado em Belgrado; o mensal Zbor (Comício), publicado na Herzegovina; e o semanário Buđenje (Despertar), publicado em Petrovgrad (moderna Zrenjanin). Ljotić contribuiu para todas as três publicações e tornou-se mais influente no movimento Otadžbina .  Posteriormente, ele fundou o Movimento Nacional Iugoslavo (em servo-croata:  Jugoslovenski narodni pokret), que também era conhecida como Organização do Trabalho Ativo Unido (Združena borbena organizacija rada, ou Zbor).  Zbor foi criado pela fusão de três movimentos fascistas - Ação Iugoslava, os "Combatentes" de Ljubljana e Buđenje de Petrovgrad. Foi oficialmente estabelecido em Belgrado em 6 de janeiro de 1935, sexto aniversário da proclamação da ditadura do rei Alexandre. Os seus membros elegeram Ljotić como presidente, Juraj Korenić como vice-presidente, Fran Kandare como segundo vice-presidente e Velibor Jonić como secretário-geral.  Ljotić foi escolhido devido ao seu mandato anterior como Ministro da Justiça e devido às suas ligações com a corte real. 
O objetivo oficial declarado de Zbor era a imposição de uma economia planificada e “a defesa racial e biológica da força vital nacional e da família”. Otadžbina tornou-se seu jornal oficial.  O partido foi declarado ilegal após a criação, uma vez que praticamente todos os partidos políticos na Iugoslávia foram proibidos desde a declaração da ditadura do rei Alexandre em 1929. Em 2 de setembro de 1935, Jonić e o advogado Milan Aćimović solicitaram ao Ministério do Interior iugoslavo a legalização de Zbor. Em 8 de novembro, o Ministério do Interior concedeu e reconheceu o Zbor como partido político oficial.  As autoridades alemãs na Iugoslávia rapidamente tomaram conhecimento do movimento, com o enviado alemão à Iugoslávia, Viktor von Heeren, fornecendo-lhe assistência financeira e infiltrando-o com agentes alemães.  Um observador alemão observou: "O movimento Zbor representa uma espécie de partido nacional-socialista. Seus princípios são a luta contra os maçons, contra os judeus, contra os comunistas e contra o capitalismo ocidental."  As empresas industriais alemãs forneceram a Zbor mais ajuda financeira, assim como os serviços de inteligência alemães.  A maior parte do apoio que Zbor recebeu na Sérvia vieram de membros da classe média urbana, estudantes de direita e das forças armadas. A maioria dos membros do Zbor eram de etnia sérvia, com alguns croatas e eslovenos aderindo ao partido em pequeno número. A sua adesão oscilou frequentemente devido a divergências sobre o autoritarismo de Ljotić e a falta de popularidade e poder político na Sérvia.  Ljotić era impopular na Sérvia devido às suas simpatias pró-alemãs e fanatismo religioso.  A quantidade limitada de apoio recebido pelo próprio Zbor resultou do facto de o sentimento radical de direita não ser forte entre a população sérvia. Isto ocorreu porque a política de extrema direita estava associada à Alemanha. Sendo extremamente anti-alemães, a maioria dos sérvios étnicos rejeitou completamente as ideias fascistas e nazistas.  Zbor nunca teve mais de 10.000 membros ativos em um determinado momento, com a maior parte de seu apoio vindo de Smederevo e da minoria étnica alemã (Volksdeutsche) na Voivodina que foi exposta à propaganda nazista desde 1933. 
Durante o governo de Milan Stojadinović, muitos membros do Zbor deixaram o partido e se juntaram à União Radical Iugoslava de Stojadinović (em servo-croata:  Jugoslovenska radikalna zajednica, JRZ).  No entanto, o movimento continuou a defender o abandono do individualismo e da democracia parlamentar . Ljotić apelou à Jugoslávia para se unir em torno de um único governante e regressar às suas tradições religiosas e culturais, abraçando os ensinamentos do cristianismo, os valores tradicionais e o corporativismo. Ele defendeu um estado organizado centralmente, afirmando que a unificação dos eslavos do sul era uma inevitabilidade histórica e política e que sérvios, croatas e eslovenos compartilhavam "parentesco de sangue e sentimento de destino comum". Ao mesmo tempo, a Jugoslávia que Ljotić imaginou seria dominada pela Sérvia.  Zbor promoveu abertamente o antissemitismo,  sendo o único partido na Iugoslávia a fazê-lo abertamente,  bem como a xenofobia. 

## Eleições de 1935 e 1938
Apesar da sua oposição à democracia parlamentar, Zbor participou nas eleições parlamentares jugoslavas de 1935.  Ofereceu 8.100 candidatos em toda a Iugoslávia.  Em 5 de Maio, o governo jugoslavo anunciou pela primeira vez os resultados das eleições, que mostraram que 72,6 por cento do eleitorado elegível tinha votado num total de 2.778.172 votos. O partido de Bogoljub Jevtić recebeu 1.738.390 (62,6%) votos e 320 assentos no parlamento, e o Bloco de Oposição liderado por Vladko Maček recebeu 983.248 (35,4%) votos e 48 assentos. Zbor terminou em último lugar nas sondagens, com 23.814 (0,8%) votos, e não conquistou nenhum assento no parlamento.  De todos os votos recebidos, 13.635 vieram do Danúbio Banovina, onde estava localizado o distrito natal de Ljotić, Smederevo.  Os resultados eleitorais inicialmente publicados pelas autoridades causaram revolta entre o público, forçando o governo a publicar os resultados de uma recontagem em 22 de Maio. A recontagem mostrou que 100.000 votos adicionais que não haviam sido registrados em 5 de maio foram lançados e que o partido de Jevtić recebeu 1.746.982 (60,6%) votos e 303 assentos, o Bloco de Oposição recebeu 1.076.345 (37,4%) e 67 assentos, e que Zbor recebeu 24.008 (0,8%) votos e novamente nenhum assento. 
Em 1937, Ljotić começou a atacar Stojadinović através das publicações Zbor e acusou-o de cumplicidade no assassinato do rei Alexandre três anos antes.  O governo de Stojadinović respondeu expondo Ljotić como tendo sido financiado pelos alemães e fornecido por eles com recursos financeiros para espalhar a propaganda nazista e promover os interesses econômicos alemães na Sérvia.  O material incriminatório que ligava Ljotić aos alemães foi entregue às autoridades iugoslavas pelo comandante alemão da Luftwaffe, Hermann Göring, um apoiante de Stojadinović.  Stojadinović usou estas revelações em seu benefício nas eleições parlamentares do ano seguinte, apresentando os seus adversários, incluindo Ljotić, como "agitadores desleais".  Ljotić respondeu atacando Stojadinović através de questões de Otadžbina, muitas das quais foram posteriormente banidas. O governo Stojadinović proibiu todos os comícios e jornais do Zbor, confiscou material de propaganda do Zbor e prendeu os líderes do Zbor. Em setembro de 1938, Ljotić foi preso depois que a gendarmaria iugoslava abriu fogo contra uma multidão de apoiadores de Zbor, matando pelo menos uma pessoa.  Frequentador frequente da igreja, ele foi acusado de mania religiosa e brevemente enviado para um manicômio antes de ser libertado.   Em 10 de outubro, Stojadinović dissolveu o Parlamento da Iugoslávia, proclamou novas eleições e organizou novas prisões de membros do Zbor. Ljotić respondeu afirmando publicamente que os apoiantes de Zbor estavam a ser presos para os impedir de participar nas próximas eleições.  As eleições parlamentares de dezembro de 1938 ofereceram três candidatos – Stojadinović, Maček e Ljotić.  Durante a votação propriamente dita, membros dos partidos da oposição, incluindo Zbor, foram presos e sujeitos a intimidação policial, e os registos de votação foram alegadamente falsificados a favor de Stojadinović.  Zbor terminou em último lugar nas eleições, recebendo 30.734 (1,01%) votos e novamente não conquistando nenhum assento no parlamento.  17.573 dos votos a favor de Zbor foram emitidos na Banovina do Danúbio, enquanto o número de votos na Banovina do litoral da Dalmácia aumentou de 974 em maio de 1935 para 2.427 em dezembro de 1938. 

## Segunda Guerra Mundial

### 1939–1941
Em agosto de 1939, o primo de Ljotić, Milan Nedić, foi nomeado Ministro da Defesa da Iugoslávia.  Mais tarde naquele ano, quase todas as publicações Zbor, incluindo Otadžbina, Buđenje, Zbor, Naš put (Nosso Caminho) e Vihor (Redemoinho), foram proibidas.  Ljotić explorou as conexões que tinha com Nedić para garantir que o jornal Bilten (Boletim), publicado por Zbor, fosse distribuído aos membros do Exército Real Iugoslavo. A revista foi publicada ilegalmente em uma gráfica militar e distribuída em todo o país por correios militares. Ljotić foi o principal colaborador e editor-chefe da revista. Cinquenta e oito edições de Bilten foram publicadas de março de 1939 a outubro de 1940, nas quais Ljotić defendia uma política externa iugoslava pró-Eixo e criticava a tolerância de Belgrado aos judeus. Até 20.000 exemplares de edições posteriores da revista foram impressos cada. Ljotić ficou particularmente satisfeito por poder exercer a sua influência ideológica sobre os jovens estagiários da academia militar, bem como sobre os oficiais mais velhos. 
Com a eclosão da Segunda Guerra Mundial, Ljotić apoiou a política de neutralidade da Iugoslávia no conflito, ao mesmo tempo que promovia a posição de que a diplomacia iugoslava deveria se concentrar nas relações com Berlim.  Ele se opôs veementemente ao Acordo Cvetković-Maček de agosto de 1939   e escreveu repetidamente cartas ao Príncipe Paulo instando-o a anulá-lo.  Nessas cartas, ele defendeu uma reorganização imediata do governo de acordo com a ideologia Zbor, a abolição da autonomia croata, a divisão do Exército Real Iugoslavo em contingentes de etnia sérvia e alguns voluntários croatas e eslovenos, que seriam armados, e contingentes da maioria dos croatas e eslovenos nas forças armadas, que serviriam como unidades de trabalho e estariam desarmados. Efectivamente, o objectivo de todos estes pontos era reduzir os não-sérvios na Jugoslávia ao estatuto de cidadãos de segunda classe.  A essa altura, Zbor estava infiltrado pela Gestapo alemã, pela Abwehr (inteligência militar alemã) e pela Schutzstaffel (SS).  Em 1940, o Exército Real Iugoslavo expurgou seus elementos pró-alemães e Ljotić perdeu grande parte da influência que detinha sobre as forças armadas. 
Os seguidores de Ljotić responderam ao Acordo Cvetković-Maček com violência, entrando em confronto com a ala jovem do Partido Comunista da Iugoslávia (KPJ).  Esses incidentes atraíram até 5.000 novos membros para Zbor e levaram à formação de uma ala estudantil de Zbor conhecida como Águias Brancas (em servo-croata:  Beli orlovi).  Em julho de 1940, Ljotić expressou a sua amarga oposição ao reconhecimento diplomático da União Soviética por Belgrado, que pretendia fortalecer a Jugoslávia internamente em caso de guerra. 
Em 23 de outubro de 1940, os membros das Águias Brancas se reuniram fora do campus da Universidade de Belgrado.  O presidente da universidade, Petar Micić, era um simpatizante do Zbor. A polícia de Belgrado, que supostamente tinha conhecimento prévio dos tumultos, retirou-se da área antes do início da violência.  Os membros das Águias Brancas então ameaçaram professores e alunos com pistolas e facas, esfaquearam alguns deles, saudaram Adolf Hitler e Benito Mussolini como seus heróis e gritaram: "abaixo os judeus!"  Membros do Slovenski Jug (Sul eslavo), um movimento nacionalista sérvio, também participaram dos tumultos, que foram orquestrados por Ljotić na esperança de que a violência provocasse a lei marcial e, assim, provocasse um sistema de controle mais centralizado na universidade. . O público sérvio respondeu aos tumultos com indignação. Em 24 de outubro, o governo iugoslavo revogou o estatuto jurídico de Zbor. Em 2 de novembro, o Ministério do Interior enviou uma lista dos membros do Zbor a todos os administradores municipais da Sérvia.  O governo reprimiu Zbor detendo várias centenas de membros, forçando Ljotić a se esconder.  Uma das únicas figuras públicas na Sérvia a falar a favor de Ljotić durante este período foi o bispo ortodoxo sérvio Nikolaj Velimirović, que elogiou a sua "fé em Deus" e "bom carácter".  Embora uma investigação governamental tenha concluído que Zbor era culpado de alta traição por aceitar fundos alemães, as autoridades tiveram o cuidado de não prender Ljotić para não provocar os alemães. Ljotić foi colocado sob vigilância governamental, mas as autoridades rapidamente o perderam de vista. Escondeu-se com amigos em Belgrado e manteve contacto com Nedić e Velimirović. Em 6 de novembro, Nedić renunciou ao cargo para protestar contra a repressão do governo a Zbor. Edições adicionais de Bilten continuaram a ser impressas apesar de sua renúncia. Estes apoiaram uma política externa iugoslava pró-Eixo, criticaram a tolerância do governo para com judeus e maçons e atacaram membros pró-britânicos do governo por sua oposição à Iugoslávia, assinando o Pacto Tripartite.  Ljotić permaneceu escondido até abril de 1941. 

### 1941–1945
Em 6 de abril de 1941, as forças do Eixo invadiram a Iugoslávia. Mal equipado e mal treinado, o Exército Real Iugoslavo foi rapidamente derrotado.  Várias dezenas de oficiais do Exército Real Iugoslavo afiliados a Zbor foram capturados pela Wehrmacht durante a invasão, mas foram rapidamente libertados. Os alemães enviaram a Ljotić uma notificação por escrito garantindo a sua liberdade de movimento na Sérvia ocupada pelos alemães.  Não muito depois de as forças alemãs terem entrado em Belgrado, os seguidores de Ljotić receberam a tarefa de selecionar cerca de 1.200 judeus da população não judia da cidade. 
Ao ocupar a Sérvia, os alemães proibiram a atividade de todos os partidos políticos, exceto o Zbor.  Embora originalmente pretendessem fazer de Ljotić o chefe de um governo fantoche sérvio, tanto Ljotić quanto os alemães perceberam que sua impopularidade tornaria qualquer governo liderado por ele um fracasso. Os alemães logo convidaram Ljotić para se juntar ao governo fantoche sérvio inicial, a Administração Comissária de Milan Aćimović. Foi oferecido a Ljotić o cargo de comissário económico, mas nunca assumiu o cargo, em parte porque não gostava da ideia de desempenhar um papel secundário na administração e em parte devido à sua impopularidade.  Ele recorreu a exercer indiretamente sua influência sobre o governo fantoche sérvio por meio de dois de seus associados mais próximos, os membros do Zbor, Stevan Ivanić e Miloslav Vasiljević, que os alemães haviam selecionado como comissários.  Os alemães confiavam em Ljotić mais do que em qualquer outra etnia sérvia na Iugoslávia ocupada. Precisando de uma força colaboracionista confiável para combater o levante comunista que eclodiu após a ocupação alemã da Sérvia, eles lhe deram permissão para formar os Destacamentos de Voluntários Sérvios em setembro de 1941. 
Em outubro, Zbor organizou a Grande Exposição Antimaçônica em Belgrado  com apoio financeiro alemão.  A exposição procurou expor uma suposta conspiração judaico-maçônica e comunista para dominar o mundo através de várias exibições apresentando propaganda antissemita.  Em dezembro, os Destacamentos de Voluntários Sérvios foram renomeados como Corpo de Voluntários Sérvio (em servo-croata:  Srpski dobrovoljački korpus, SDK) e colocado sob o comando do General der Artillerie (tenente-general) Paul Bader. Embora não fizesse parte formalmente da Wehrmacht, o SDK recebia armas, munições, alimentos e roupas dos alemães. Suas unidades não foram autorizadas a sair do território que lhes foi atribuído sem autorização alemã.  O próprio Ljotić não tinha controle sobre o SDK, que era comandado diretamente pelo Coronel Kosta Mušicki.  Como a Guarda do Estado Sérvia, estava sob o comando direto do SS Superior e do Líder da Polícia, August Meyszner, e do General Comandante na Sérvia. Durante as operações, suas unidades foram colocadas sob o comando tático de divisões alemãs.  Foi o único grupo de sérvios armados em quem os alemães confiaram durante a guerra, sendo as suas unidades frequentemente elogiadas pelos comandantes alemães pela sua coragem em acção.  O SDK ajudou frequentemente a Gestapo a localizar e prender civis judeus que conseguiram escapar à captura pelos alemães  e esteve envolvido no envio de prisioneiros judeus para o campo de concentração de Banjica. 
Em 15 de julho de 1942, o líder Chetnik Draža Mihailović enviou um telegrama ao governo iugoslavo no exílio pedindo-lhes que denunciassem publicamente Ljotić, Nedić e o líder abertamente colaboracionista dos Chetniks Kosta Pećanac como traidores. O governo iugoslavo no exílio respondeu fazendo-o publicamente pela Rádio BBC.  Em 4 de outubro de 1944, Ljotić, junto com Nedić e cerca de 300 funcionários do governo sérvio, escaparam de Belgrado com autoridades alemãs.  Ljotić e o SDK chegaram a Osijek no final de outubro, onde o oficial alemão Hermann Neubacher concordou em providenciar a sua passagem segura em direção à costa eslovena.  No início de 1945, o líder Chetnik Pavle Đurišić decidiu mudar-se para Ljubljana independente de Mihailović e providenciou para que as forças de Ljotić já na Eslovénia o encontrassem perto de Bihać, no oeste da Bósnia, para ajudar no seu movimento.  Entre março e abril, Ljotić e Mihailović trocaram mensagens sobre uma aliança de última hora contra os guerrilheiros. Embora o acordo tenha sido alcançado tarde demais para ter qualquer utilidade prática, as forças de Ljotić e Mihailović uniram-se sob o comando do general Chetnik Miodrag Damjanović em 27 de março. 
Ljotić não viveu para ver o fim da guerra. Ele morreu em um acidente de carro na Eslovênia em 23 de abril de 1945.  No início de maio, Damjanović liderou a maioria das tropas sob seu comando para o noroeste da Itália, onde se renderam aos britânicos e foram colocados em campos de detenção.  Muitos foram extraditados para a Iugoslávia, onde cerca de 1.500–3.100 foram executados pelos guerrilheiros  e enterrados em valas comuns no planalto Kočevski Rog.  Outros imigraram para países ocidentais, onde estabeleceram organizações de emigrados destinadas a promover a agenda política de Zbor.  Muitos dos seguidores de Ljotić estabeleceram-se em Munique, onde dirigiram a sua própria editora e imprimiram um jornal chamado Iskra (Spark). Em 1974, o irmão de Ljotić foi baleado e morto por agentes do Serviço de Segurança do Estado Iugoslavo (Uprava državne bezbednosti, UDBA).  O antagonismo entre grupos pró-Ljotić e aqueles afiliados aos Chetniks continuou no exílio. 